# Paecilomyces niphetodes
Paecilomyces niphetodes är en svampart som beskrevs av Samson 1974. Paecilomyces niphetodes ingår i släktet Paecilomyces och familjen Trichocomaceae.   Inga underarter finns listade i Catalogue of Life.